# Marcia
Marcia, italienisch auch Marzia, portugiesisch Márcia, ist ein weiblicher Vorname. Er geht zurück auf den antiken römischen Frauennamen für weibliche Angehörige der gens der Marcier. Die Kurzform ist Marci und eine Abwandlung Marciana. Marsha ist eine Variante.
Im Italienischen wird dieser Vorname auch mit „z“ geschrieben, denn marcia kann auch Marsch bedeuten. 
Marciana ist eine Gemeinde auf der Insel Elba, der zugehörige, jedoch politisch selbständige Hafenort am Golf von Procchio ist Marciana Marina.

## Namensträger

### Antike
- Marcia oder Martia, legendäre britonische Königin der vorrömischen Zeit
- Marcia (Gattin des Atilius Regulus), Gattin des römischen Konsuls Marcus Atilius Regulus
- Marcia (Großmutter Caesars), Großmutter Gaius Iulius Caesars
- Marcia (Vestalin), 114 v. Chr. wegen Inzest verurteilt
- Marcia (Gattin Catos) (* um 80 v. Chr.), Gattin des Marcus Porcius Cato Uticensis
- Marcia (Gattin des Fabius Maximus) († nach 14 n. Chr.), Cousine des römischen Kaisers Augustus
- Marcia (Mutter Trajans), Mutter des römischen Kaisers Trajan
- Ulpia Marciana (48–112), die ältere Schwester des römischen Kaisers Trajan
- Marcia Aurelia Ceionia Demetrias († 193), die Geliebte des römischen Kaisers Commodus

### Vorname
- Marcia Arriaga (* 1955), mexikanische Schwimmerin, Olympiateilnehmerin 1968 und 1972
- Marcia Ascher (1935–2013), US-amerikanische Mathematikerin und Hochschullehrerin
- Marcia Ball (* 1949), US-amerikanische Blues-Sängerin und Pianistin
- Marcia Barbosa (* 1960), brasilianische Physikerin und Hochschullehrerin
- Marcia Barrett (* 1948), karibische Sängerin, Mitglied der Popgruppe Boney M.
- Marcia Brown (1918–2015), US-amerikanische Kinderbuchautorin und -illustratorin
- Marcia Citron (* 1945), US-amerikanische Musikwissenschaftlerin
- Marcia Clark (* 1953), US-amerikanische Staatsanwältin, TV-Korrespondentin und Buchautorin
- Marcia L. Colish (1937–2024), US-amerikanische Historikerin (Mediävistin) und Hochschullehrerin
- Marcia Cross (* 1962), US-amerikanische Schauspielerin
- Márcia Dantas (* 1987), brasilianische Journalistin und Fernsehmoderatorin
- Marcia Falkender, Baroness Falkender (1932–2019), britische Politikerin,  Privatsekretärin von Harold Wilson
- Marcia Freedman (1938–2021), US-amerikanisch-israelische Aktivistin für Frieden, Frauen- und LGBT-Rechte
- Marcia Fudge (* 1952), US-amerikanische Politikerin (Demokratische Partei)
- Marcia Garbey (1949–2024), kubanische Weitspringerin, Hochspringerin, Sprinterin und Fünfkämpferin
- Marcia Gay Harden (* 1959), US-amerikanische Schauspielerin
- Marcia Gilbert-Roberts (* 1950), jamaikanische Diplomatin
- Marcia Griffiths (* 1949), jamaikanische Reggae-Sängerin
- Marcia Gudereit (* 1965), kanadische Curlerin
- Marcia Haydée (* 1937), brasilianische Balletttänzerin
- Marcia Iturrioz (* 1991), argentinische Handballspielerin
- Marcia Jones Smoke (* 1941), US-amerikanische Kanutin
- Marcia Mae Jones (1924–2007), US-amerikanische Filmschauspielerin
- Marcia Karr (* 1963), US-amerikanische Schauspielerin
- Marcia Lewis (1938–2010), US-amerikanische Schauspielerin und Sängerin
- Marcia Lucas (* 1945), US-amerikanische Filmeditorin
- Marcia McNutt (* 1952), US-amerikanische Geophysikerin
- Marcia Mitzman Gaven (* 1959), US-amerikanische Schauspielerin und Synchronsprecherin
- Marcia Moretto (1949–1981), argentinische Tänzerin und Choreografin
- Marcia Morey (* 1955), US-amerikanische Schwimmerin
- Marcia Muller (* 1944), US-amerikanische Kriminalautorin
- Marcia Nardi (1901–1990), US-amerikanische Dichterin
- Márcia Narloch (* 1969), brasilianische Langstreckenläuferin (Marathon)
- Marcia Neugebauer (* 1932), US-amerikanische Geophysikerin
- Marcia Pally (* 1951), US-amerikanische Professorin und Autorin
- Marcia Pointon (* 1943), britische Kunsthistorikerin, Publizistin und Hochschullehrerin
- Marcia Richardson (* 1972), britische Sprinterin
- Marcia J. Rieke (* 1951), US-amerikanische Astronomin und Astrophysikerin
- Marcia Strassman (1948–2014), US-amerikanische Schauspielerin und Sängerin
- Marcia Wallace (1942–2013), US-amerikanische Schauspielerin und Synchronsprecherin
- Marcia Warren (* 1943), britische Schauspielerin
- Marcia Zuckermann (* 1947), deutsche Schriftstellerin und Redakteurin

### Familienname
- James E. Marcia (* 1937), kanadischer Psychologe und Hochschullehrer
- Mosè Marcia (* 1943), Bischof von Nuoro
- Stefano Marcia (* 1993), südafrikanischer Segelsportler

### Künstlername
- Márcia Fu (* 1969), brasilianische Volleyballspielerin

## Andere Bezeichnungen
- Die Biblioteca Nazionale Marciana in Venedig ist eine der größten Bibliotheken Italiens
- Die Römer bezeichneten den Schwarzwald als Marciana Silva, im Deutschen also der Wald des Kriegsgottes Mars

## Sonstiges
- (269484) Marcia, ein Asteroid